# Suiza en los Juegos Paralímpicos de Arnhem 1980
Suiza estuvo representada en los Juegos Paralímpicos de Arnhem 1980 por un total de 65 deportistas, 51 hombres y 14 mujeres.

## Medallistas
El equipo paralímpico suizo obtuvo las siguientes medallas:
| Nombre                           | Deporte       | Evento                                      |
| -------------------------------- | ------------- | ------------------------------------------- |
| Oro                              |               |                                             |
| Elisabeth Osterwalder            | Atletismo     | Peso C1 femenino                            |
| Meinrad Cavigelli                | Atletismo     | Eslalon 1A masculino                        |
| Franz Nietlispach                | Atletismo     | Eslalon 5 masculino                         |
| Elisabeth Bisquolm               | Tenis de mesa | Individual 2 femenino                       |
| Verena Chiari                    | Tenis de mesa | Individual 3 femenino                       |
| Elisabeth Bisquolm Verena Chiari | Tenis de mesa | Equipo 3 femenino                           |
| Hans Rosenast                    | Tenis de mesa | Individual 1A masculino                     |
| Hans Rosenast Rolf Zumkehr       | Tenis de mesa | Equipo 1A masculino                         |
| Alfred Bangerter                 | Tiro          | Pistola de aire 2-5 mixto                   |
| Plata                            |               |                                             |
| Elisabeth Bisquolm               | Atletismo     | 400 m 2 femenino                            |
| Arlette Piller                   | Atletismo     | Disco CP C femenino                         |
| Elisabeth Osterwalder            | Atletismo     | Jabalina C1 femenino                        |
| Edeltraud Russo                  | Atletismo     | Peso D femenino                             |
| Zita Karlen                      | Atletismo     | 60 m CP D masculino                         |
| Zita Karlen                      | Atletismo     | Peso CP D masculino                         |
| Walter Kessler                   | Atletismo     | Salto de altura E masculino                 |
| Kurt Paetzold                    | Natación      | 200 m estilos D masculino                   |
| Rolf Zumkehr                     | Tenis de mesa | Individual 1A masculino                     |
| Erich Buehler Peter Mrose        | Tenis de mesa | Equipo 3 masculino                          |
| Bronce                           |               |                                             |
| Eva Burgunder                    | Atletismo     | Disco 5 femenino                            |
| Elisabeth Osterwalder            | Atletismo     | Disco C1 femenino                           |
| Rosa Zaugg                       | Atletismo     | Eslalon 5 femenino                          |
| Arlette Piller                   | Atletismo     | Jabalina CP C femenino                      |
| Meinrad Cavigelli                | Atletismo     | 60 m 1A masculino                           |
| Zita Karlen                      | Atletismo     | Disco CP D masculino                        |
| Andreas Boettinger               | Atletismo     | Jabalina CP D masculino                     |
| Willy Mermod                     | Atletismo     | Peso CP C masculino                         |
| Regis Mettraux                   | Natación      | 100 m espalda CP D masculino                |
| Peter Klotz                      | Tiro          | Rifle de aire en posición tendida 2-5 mixto |